# Boreoclausia holmesi
Boreoclausia holmesi – gatunek widłonoga z rodziny Clausiidae. Podobnie jak inni przedstawiciele rodziny jest pasożytem wieloszczetów.

## Systematyka
Gatunek ten opisał w 2013 roku międzynarodowy zespół biologów w składzie: Il-Hoi Kim, Andrej Sikorski, Myles O’Reilly i Geoff A. Boxshall. Okazy typowe to wyłącznie samice; samca nie opisano. Holotypową samicę pozyskano w maju 2005 roku z wieloszczeta Myriochele danielsseni złowionego w zatoce Loch Hourn w Szkocji. Epitet gatunkowy nadano na cześć dr. J.M.C. Holmesa z National Museum of Ireland w Dublinie w uznaniu jego wkładu w taksonomię widłonogów.